# عین شمس
عین شمس نام شهر و شهرستانی در استان قاهره مصر است.

## نگارخانه

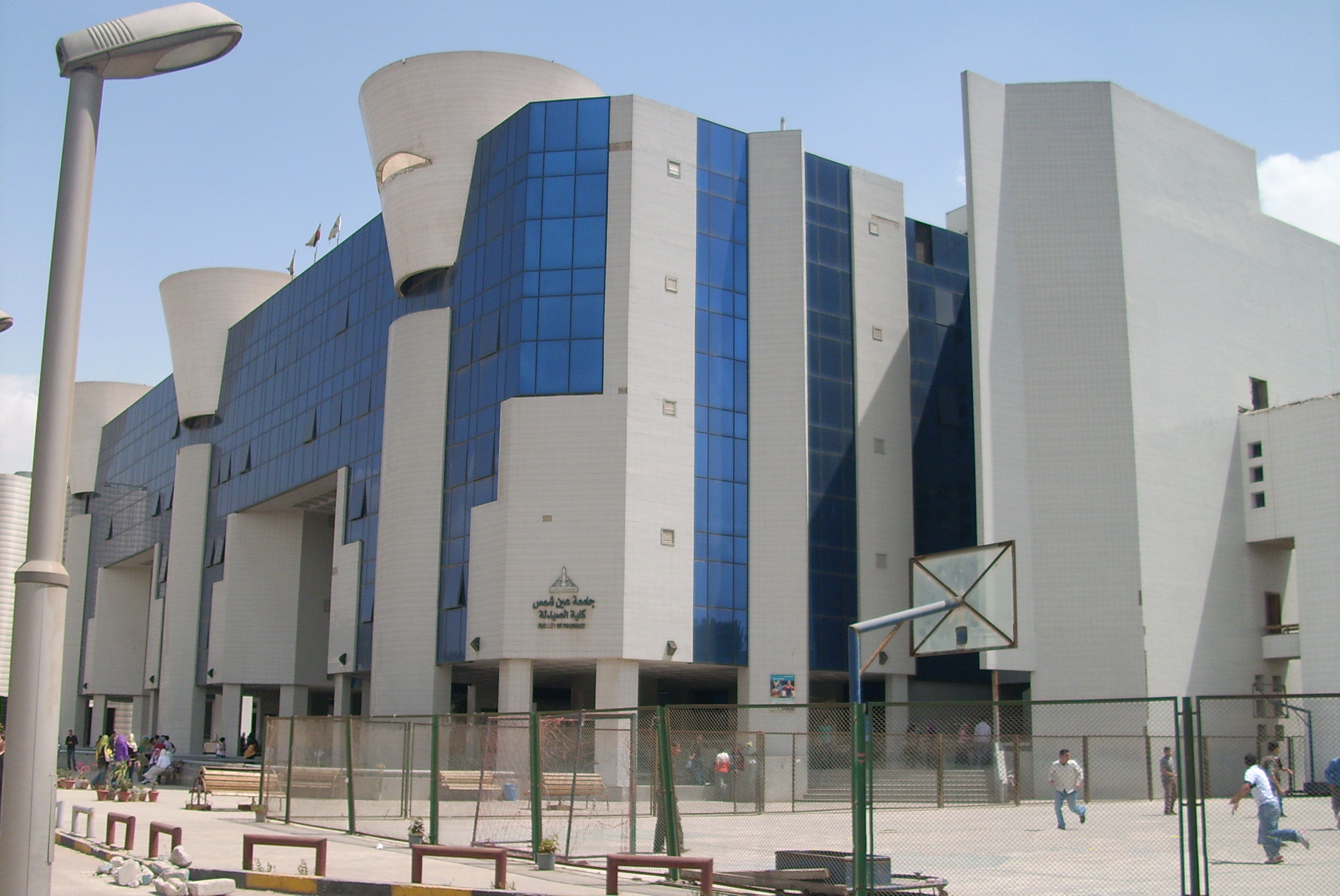